# Mô đun khối

Minh họa sự nén đồng dạng

Mô đun khối ({\displaystyle K} hoặc {\displaystyle B}) của một chất là đo đạc tính kháng lại độ nén của nó. Nó được định nghĩa là tỷ lệ của sự tăng áp suất vi phân và sự giảm tương đối của thể tích.

## Định nghĩa
Mô đun khối {\displaystyle K>0} có thể được định nghĩa bởi phương trình
{\displaystyle K=-V{\frac {dP}{dV}}}
với {\displaystyle P} là áp suất, {\displaystyle V} là thể tích, và {\displaystyle dP/dV} là đạo hàm của áp suất theo thể tích.  Bằng với
{\displaystyle K=\rho {\frac {dP}{d\rho }}}
với ρ là khối lượng riêng và dP/dρ là đạm hàm của áp suất theo khối lượng riêng (nghĩa là tỷ lệ thay đổi áp suất theo thể tích). Nghịch đảo của mô đun khối là độ nén của chất đó.
Các mô đun khác mô tả phản ứng của vật liệu (sức căng) với các loại ứng suất: mô đun cắt mô tả phản ứng với lực cắt, mô đun Young mô tả phản ứng với áp lực thẳng.  Đối với một chất lưu, chỉ mô đun khối có ý nghĩa.  Đối với một chất rắn không đẳng hướng như là gỗ hoặc giấy, ba loại mô đun này không chứa đủ thông tin để diễn tả hết các tính chất, và phải sử dụng định luật Hooke tổng quát đầy đủ.

## Quan hệ nhiệt động lực học
Nói một cách chặt chẽ, mô đun khối là một đại lượng nhiệt động lực học, và để định rõ một mô đun khối cần phải định rõ nhiệt độ thay đổi thế nào trong quá trình nén: nhiệt độ không đổi ({\displaystyle K_{T}} đẳng nhiệt), entropy không đổi ({\displaystyle K_{S}} đẳng entropy), và các biến khác. Những điều này có liên quan đặc biệt đến các chất khí.
Đối với một khí lý tưởng, mô đun khối đẳng entropy {\displaystyle K_{S}} được tính bằng
{\displaystyle K_{S}=\gamma \,p}
và mô đun khối đẳng nhiệt {\displaystyle K_{T}} được tính bởi
{\displaystyle K_{T}=p}
trong đó 
γ là tỷ lệ nhiệt dung
p là áp suất.
Khi khí không lý tưởng, những phương trình này chỉ đưa ra mô đun khối xấp xỉ. Trong một chất lưu, mô đu khối K và khối lượng riêng ρ xác định vận tốc âm thanh c (sóng áp suất), theo công thức Newton-Laplace
{\displaystyle c={\sqrt {\frac {K}{\rho }}}.}
Trong chất rắn, {\displaystyle K_{S}} và {\displaystyle K_{T}} có các giá trị rất tương đồng.
Chất rắn cũng có thể duy trì sóng dọc: đối với các chất liệu này mô đun đàn hồi thêm vào, ví dụ mô đun cắt, cần có để xác định vận tốc sóng.

## Đo đạc
Có thể đo mô đun khối bằng cách sử dụng nhiễu xạ bột dưới áp suất được tác dụng.
Nó là một tính chất của chất lưu và cho thấy khả năng thay đổi thể tích của chất lưu theo áp suất.

## Các giá trị chọn lọc
| Chất liệu                       | Mô đun khối tính theo GPa | Mô đun khối tính theo psi |
| ------------------------------- | ------------------------- | ------------------------- |
| Thủy tinh (xem sơ đồ dưới bảng) | 35 đến 55                 | 5,8×106                   |
| Thép                            | 160                       | 23,2×106                  |
| Kim cương (tại 4K)              | 443                       | 64×106                    |

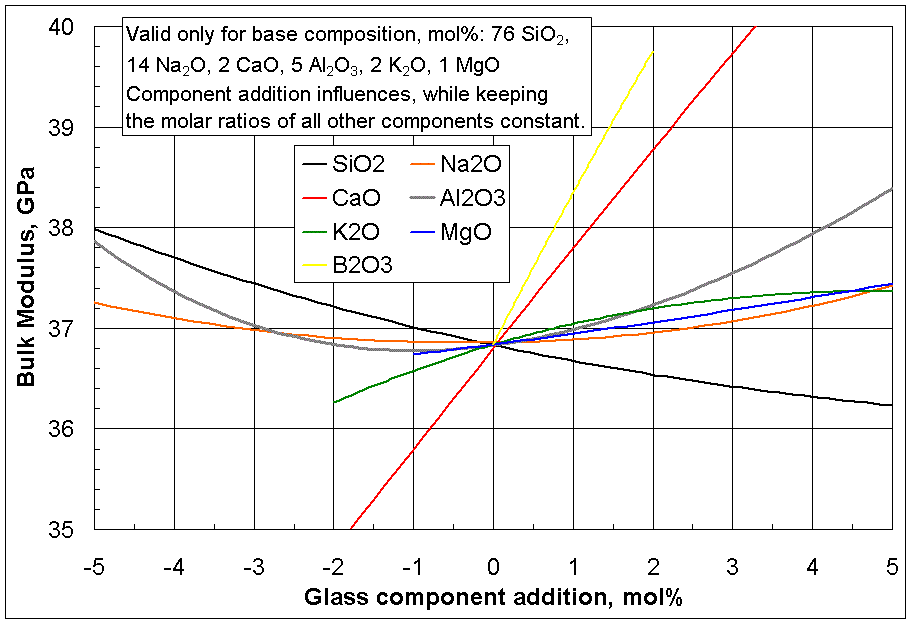
Ảnh hưởng của một số thành phần thủy tinh chọn lọc lên mô đun khối của một loại thủy tinh.

Một chất liệu với mô đun khối 35 GPa mất một phần trăm thể tích của nó khi chịu một áp suất ngoài 0,35 GPa (~3500 bar).
| Nước      | 2,2 GPa (giá trị tăng tại áp suất cao hơn) |
| Methanol  | 823 MPa (tại 20 °C và 1 Atm)               |
| Không khí | 142 kPa (mô đun khối đoạn nhiệt)           |
| Không khí | 101 kPa (mô đun khối nhiệt độ không đổi)   |
| Heli rắn  | 50 MPa (xấp xỉ)                            |